# Loheria porteana
Loheria porteana är en viveväxtart som beskrevs av Elmer Drew Merrill. Loheria porteana ingår i släktet Loheria och familjen viveväxter. Inga underarter finns listade i Catalogue of Life.